# گورگن ملیک-دادایان
گورگن خورنی ملیک-دادایان (ارمنی: Գուրգեն Խորենի (Գումեդին) Մելիք-Դադայան؛ زادهٔ ۲۰ فوریهٔ ۱۹۰۲ - درگذشته ۱۹۳۸) سیاستمدار اهل ارمنستان بود که از تاریخ ۱۹۳۶ تا تاریخ ۱۹۳۷ سمت وزارت کشاورزی ارمنستان را برعهده داشت.

## زندگی‌نامه
در ۱۹۰۲ در گوریس به دنیا آمد  .  وی در ۱۹۳۸ در سن ۳۶ سالگی درگذشت و در آرامستان شاهومیان به خاک سپرده شد.